# 新地町立尚英中学校
新地町立尚英中学校（しんちちょうりつ しょうえいちゅうがっこう）は、福島県相馬郡新地町にある公立中学校である。

## 沿革
- 1965年（昭和40年）4月1日 - 新地村立福田中学校、新地村立新地中学校、新地村立駒ヶ嶺中学校を統合して、新地村立尚英中学校が開校[1]。
- 1971年（昭和46年）8月1日 - 新地町尚英中学校に改称。

## 学区
- 新地町全域

## 進学
隣接県特例により、新地町居住の受験生は、福島県内の公立高校（普通科は相馬学区）の他、宮城県立の亘理、伊具の各高校を志願できる。但し、両県の公立高校の併願はできない。